# Hitoshi Igarashi
Hitoshi Igarashi (10 giugno 1947 – Tsukuba, 12 luglio 1991) è stato un traduttore e islamista giapponese.
Laureato all'Università di Tokyo, divenne docente di islamistica all'Università di Tsukuba. Tradusse l'opera di Avicenna e I versi satanici di Salman Rushdie, venendo pertanto raggiunto nel 1989 da una fatwā iraniana. Venne trovato nel suo ufficio due anni dopo, pugnalato a morte.
| Controllo di autorità | VIAF (EN) 108296893 · ISNI (EN) 0000 0000 8289 3594 · Europeana agent/base/81746 · LCCN (EN) n80027479 · J9U (EN, HE) 987010358093505171 · NDL (EN, JA) 00100659 |